# SN 1999dr
SN 1999dr – supernowa typu Ia odkryta 22 sierpnia 1999 roku w galaktyce A230017-0005. Jej maksymalna jasność wynosiła 21,60m.